# 小林惠美
小林惠美（1983年1月1日—）是日本一位東京都出身的女藝人。

## 个人简历
她是日本的摇滚乐团《Mr.Children》和棒球团队《读卖巨人》的爱好者。於2018年9月30日宣布引退。

## 家庭
外曾祖母是俄罗斯人，俄罗斯正教会的传教士，母亲也是俄罗斯正教徒，但惠美不是俄罗斯正教徒。

## 外部連結
- SUNS ENTERTAINMENT Inc. （页面存档备份，存于） （日語）
- （日語） - 官方网络，自从2006年11月29日
- 小林惠美@Carezza的室内足球网络 （日語） - 前官方网络，2005年2月至2006年11月
- 小林恵美 (emi_koba) on Twitter （页面存档备份，存于） （日語）
- 小林惠美的Instagram帳戶
- I-One的简介 小林惠美 （日語）
- 月刊Charger的偶像对话 Vol.4：小林惠美 （日語）
- Sponichi的偶像报告 小林惠美 （日語）